# Wessel (Familienname)
Wessel oder Weßel ein deutscher Familienname.

## Herkunft und Bedeutung
Der Familienname Wessel ist ein Patronym zur Variante Wessel des Vornamens Wenzel.

## Namensträger

### A
- Albert Wessel (1829–1885), Schweizer Politiker
- Alexander Wessel (1880–1954), deutscher evangelischer Pfarrer und Gründer der Volkssolidarität
- Alina Wessel (* 1990), deutsche Tennisspielerin
- Armin Wessel (1946–2011), deutscher Kinderkardiologe und Hochschullehrer
- August Wessel (1861–1941), deutscher evangelischer Geistlicher und Politiker (DNVP), Generalsuperintendent der Lippischen Landeskirche

### B
- Bart Wessel (* 1958), niederländischer Ingenieur und Technikhistoriker
- Bernhard Wessel (Theologe) († 1482), deutscher Theologe, Hochschullehrer und Geistlicher
- Bernhard Wessel (Bildhauer) (1795–1856), deutscher Bildhauer
- Bernhard Wessel (Architekt) (1904–1976), deutscher Architekt
- Bernhard Wessel (Fußballspieler) (1936–2022), deutscher Fußballtorhüter

### C
- Carl Emil Wessel (1831–1867), dänischer Architekt und Künstler
- Caspar Wessel (1745–1818), dänisch-norwegischer Mathematiker und Geodät
- Claudia Wessel (* 1958), deutsche Schriftstellerin und Journalistin
- Claus Wessel (1893–1971), deutscher Zeitungsverleger

### D
- David Wessel (1942–2014), US-amerikanischer Musikwissenschaftler, Komponist und Improvisationsmusiker
- David Wessel (* 1984), deutscher DJ, Musikproduzent und Musikredakteur, siehe Mashup-Germany
- Dick Wessel (1913–1965), US-amerikanischer Schauspieler

### E
- Eduard Wessel (1883–1944), deutscher Kommunalpolitiker
- Elias Wessel (* 1978), deutscher Künstler
- Ellisif Wessel (1866–1949), norwegische Schriftstellerin, Gewerkschafterin und Politikerin
- Erich Wessel (1906–1985), deutscher Maler und Grafiker

### F
- Franz Wessel (Politiker) (1487–1570), deutscher Politiker, Bürgermeister von Stralsund
- Franz Wessel (Richter) (1903–1958), deutscher Richter
- Friedrich Wessel (* 1945), deutscher Fechter
- Friedrich August Wessel (1813–1868), deutscher evangelischer Geistlicher und Politiker, Generalsuperintendent der Lippischen Landeskirche
- Fritz Wessel (1934–2011), deutscher Chorleiter und Organist

### G
- Georg von Wessel (1796–1853), deutschbaltisch-russischer Artillerieoffizier der Kaiserlich Russischen Armee, Ingenieur und Hochschullehrer
- Gerd Wessel (* 1937), deutscher Architekt und Cartoonist
- Gerhard Wessel (1913–2002), Präsident des Bundesnachrichtendienstes
- Gisela Wessel (* 1926), deutsche Schauspielerin
- Günther Wessel (* 1959), deutscher Journalist

### H
- Hans Wessel († 1587), deutscher Goldschmied
- Harald Wessel (1930–2021), deutscher Journalist
- Hauko Wessel, deutscher Violinist und Hochschullehrer
- Hedvig Wessel (* 1995), norwegische Freestyle-Skisportlerin
- Heinrich Wessel (Unternehmer) (1838–1905), deutscher Unternehmer in der Zementindustrie
- Heinrich Wessel (Politiker) (1868–1939), deutscher Politiker (DVP)
- Heinrich Wessel (SS-Mitglied) (1904–1996), deutscher SS-Obersturmführer
- Helene Wessel (1898–1969), deutsche Politikerin (Zentrum, GVP, SPD) und eine der vier „Mütter des Grundgesetzes“
- Helma Wessel (1917–?), deutsche Leichtathletin
- Helmut Wessel-Therhorn (1927–2012), deutscher Dirigent
- Henry Wessel (1942–2018), US-amerikanischer Fotograf
- Herbert Wessel (* 1944), deutscher Leichtathlet
- Hermann Wessel, mittelalterlicher Bürgermeister in Brilon
- Horst Wessel (1907–1930), deutscher SA-Sturmführer
- Horst Wessel (Philosoph) (1936–2019), deutscher Philosoph und Logiker
- Horst A. Wessel (* 1943), deutscher Historiker und Archivar

### I
- Ilse Wessel (1929–2014), niederländische Nachrichtensprecherin und Journalistin
- Ingeborg Wessel (1909–1993), deutsche Ärztin und Autorin von Erinnerungsliteratur über ihren Bruder Horst Wessel
- Ingrid Wessel (* 1942), deutsche Südostasienwissenschaftlerin
- Irmgart Wessel-Zumloh (1907–1980), deutsche Malerin und Grafikerin

### J
- Jacob Wessel (1710–1780), Maler in Danzig
- Jürgen Wessel (1923–2006), deutscher Zeitungsverleger
- Johan Herman Wessel (1742–1785), norwegischer Dichter
- Johann Wessel (1419–1489), holländischer Theologe
- Johann Tylmann Wessel († vor 1431), deutscher Geistlicher, Weihbischof in Hildesheim und in Breslau
- Johannes Wessel (1671–1745), deutscher reformierter Theologe
- Julia Schulze Wessel (* 1971), deutsche Sozial- und Politikwissenschaftlerin und Hochschullehrerin

### K
- Kai Wessel (Regisseur) (* 1961), deutscher Film- und Fernsehregisseur
- Kai Wessel (Sänger) (* 1964), deutscher Countertenor, Komponist und Musikpädagoge
- Karl Wessel (1842–1912), deutscher Unternehmer und Politiker (NLP), MdR
- Karl-Friedrich Wessel (Philosoph) (* 1935), deutscher Wissenschaftsphilosoph
- Karl-Friedrich Wessel (Fußballspieler) (* 1954), deutscher Fußballspieler
- Karl Heinz Wessel (1913–nach 1971), deutscher Jurist, Wirtschafts- und Versicherungsmanager
- Karl-Heinz Wessel (1927–1998), deutscher Bankier
- Kathrin Weßel (geb. Kathrin Ullrich; * 1967), deutsche Langstreckenläuferin
- Ken Wessel (* 1956), US-amerikanischer Jazzgitarrist und Musikpädagoge
- Klaus Wessel (1916–1987), deutscher Christlicher Archäologe und Byzantinischer Kunsthistoriker
- Kurt Wessel (1908–1976), deutscher Journalist

### L
- Leon Wessel-Masannek (* 1992), deutscher Schauspieler
- Lorenz Wessel (1529–nach 1576), deutscher Kürschner und Meistersinger
- Ludwig Wessel (1879–1922), evangelischer Pastor
- Ludwig Wessel (Unternehmer), deutscher Keramikfabrikant
- Ludwig Weßel (1808–1871), deutscher Jurist und Politiker
- Ludwig Cornelius Wessel (1856–1926), deutscher Stilllebenmaler

### M
- Margarete Wessel (1881/1882–1970), deutsche Mutter von Horst Wessel
- Mark Wessel (1894–1973), US-amerikanischer Komponist, Pianist und Musikpädagoge
- Marlon Wessel (* 1991), deutscher Schauspieler
- Marthinus Wessel Pretorius (1819–1901), südafrikanischer Politiker
- Martin Schulze Wessel (* 1962), deutscher Historiker
- Martina Wessel-Therhorn (1962–2022), deutsche Tänzerin und Tanzsporttrainerin
- Max Wessel (1843–1928), Landrat, Polizeipräsident und Mitglied des Deutschen Reichstags
- Michael Wessel (* 1960), deutscher Pianist und Hochschullehrer
- Morris Wessel (1917–2016), amerikanischer Kinderarzt

### N
- Nike Wessel (* 1981), deutsche Politikerin (Grüne Jugend)

### O
- Oliver Wessel-Therhorn (1960–2010), deutscher Tänzer, Tanzsporttrainer und Choreograph

### P
- Paul Wessel (1904–1967), deutscher Politiker (SED)
- Peter Wessel (Dichter) (* 1950), dänischer Dichter
- Peter Wessel Tordenskiold (1690–1720), dänisch-norwegischer Marineoffizier
- Philipp Wessel (1826–1855), deutscher Burschenschafter, Geograf und Paläobotaniker

### R
- Rolf Wessel (* 1955), deutscher Unternehmer
- Rudolf Wessel (1825–1879), deutscher Stearinkerzen-Fabrikant und Dampfziegelei-Besitzer

### S
- Statius Wessel (um 1546–1616), deutscher Goldschmied und Münzmeister

### U
- Ulrich Wessel (1946–1975), deutscher Terrorist
- Ulrich Wessel (Schulleiter) (* 1958), deutscher Schulleiter
- Ute Wessel (* 1953), deutsche Florettfechterin und Olympiasiegerin

### W
- Walter Wessel (General) (1892–1943), deutscher Generalleutnant
- Walter Wessel (Physiker) (1900–1984), deutscher Physiker
- Walter Wessel (Politiker) (* 1938), deutscher Politiker (SPD)
- Werner Wessel (1910–1929), deutscher SA-Mann
- Wilfried Wessel (1930–2016), deutscher Politiker (CDU) und Bürgermeister
- Wilhelm Wessel (1904–1971), deutscher Maler und Grafiker
- Wilhelm Wessel (Buchdrucker) (um 1560– um 1630), Buchdrucker in Bremen und Kassel
- Willi Wessel (* 1937), deutscher Politiker (SPD)
- Wiltrud Wessel (1934–2024), deutsche Gründerin der Private Initiative Hilfe für Polen (Brücke Bayern-Polen)
- Wolfgang Wessel (* 1960), deutscher Diplomat

Siehe auch:
- Wessels